# Hanna Sahlfeld-Singer

Hanna Sahlfeld-Singer (1971)

Hanna Sahlfeld-Singer (* 17. Oktober 1943 in Flawil; heimatberechtigt in Nennigkofen) ist eine Schweizer Politikerin (SP). Sie gehörte 1971 zu den ersten elf Frauen im Nationalrat.

## Leben
Hanna Singer, Tochter des Werner Singer, Webermeister, und der Margrith geborene Hohl, Hausfrau, besuchte die Primar- und Sekundarschule in Flawil sowie die Kantonsschule in St. Gallen und studierte dann evangelische Theologie in Zürich, Basel und Wien. Nach ihrem Praktikum in Oberhelfenschwil wurde sie 1969 ordiniert. Am 22. September 1968 heiratete sie Rolf Sahlfeld. Ab November desselben Jahres hatte sie eine Teilzeitstelle für pfarramtliche Tätigkeiten in Altstätten inne, wo ihr Mann Pfarrer war.
1970 hielt Hanna Sahlfeld-Singer eine 1.-August-Rede über das Frauenstimmrecht, die ihr ein Jahr später – nach dessen Annahme suchten die Parteien nach Kandidatinnen – einen Platz auf der Liste der Sozialdemokratischen Partei (SP) im Wahlkreis St. Gallen für die Nationalratswahlen eintrug. Nach ihrer Wahl musste sie aufgrund des aus der Zeit des Kulturkampfs stammenden kirchlichen Ausnahmeartikels von 1874 (Artikel 75 Bundesverfassung), der Bürger geistlichen Stands aus dem Parlament ausschloss, ihre Anstellung bei der Kirche aufgeben, um ihr Mandat wahrzunehmen. Daher war sie bei der konstituierenden Sitzung des neugewählten Parlaments am 29. November 1971 noch nicht dabei, sondern hatte ihren ersten Sitzungstag erst vierzehn Tage später, am 13. Dezember 1971. Sie war mit 28 Jahren die jüngste der zwölf Parlamentarierinnen der ersten Generation (elf Nationalrätinnen und eine Ständerätin) und war die erste sozialdemokratische Nationalrätin des Kantons St. Gallen. 1972 gebar sie ihr zweites Kind, womit sie die erste Frau war, die während der Amtszeit im Bundesparlament Mutter wurde.

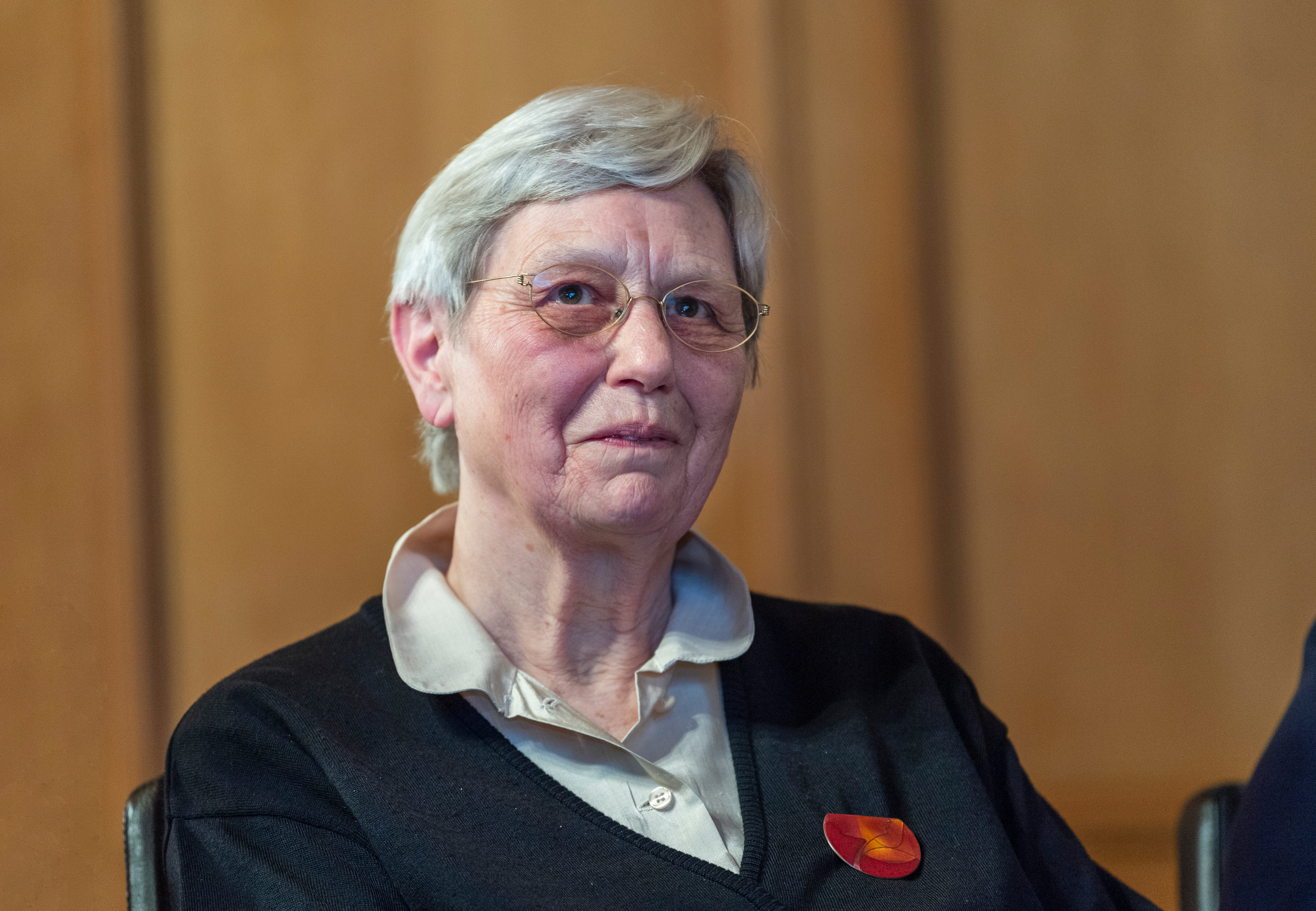
Hanna Sahlfeld-Singer (2018)

Trotz der Wiederwahl 1975 verzichtete Sahlfeld-Singer auf eine weitere Legislaturperiode. Da ihr Ehemann, der seine Stelle in Altstätten aufgegeben hatte, wegen seiner deutschen Herkunft und ihres politischen Engagements keine Stelle als Pfarrer im Kanton St. Gallen gefunden hatte, war das Ehepaar zunächst nach Wil umgezogen, von wo aus Rolf Sahlfeld in den Kanton Zürich pendelte. Die Familie wurde von Verwandten unterstützt, bis sie im Herbst 1975 beschloss, in die Bundesrepublik Deutschland umzuziehen. Von 1976 bis 2003 war Sahlfeld-Singer Schulpastorin für evangelische Religionslehre am Erzbischöflichen Gymnasium St. Angela in Wipperfürth in Nordrhein-Westfalen. Sie nahm kein Parteiamt mehr an, setzte sich aber weiter für Entwicklungspolitik und Ökumene ein, so 1981 als Mitgründerin der Ökumenischen Initiative Weltladen. Unter anderem für dieses Engagement wurde sie 2003 mit dem ersten Bürgerpreis der Christlich Demokratischen Union Wipperfürth ausgezeichnet. Im Ruhestand zog Sahlfeld-Singer nach Barsinghausen bei Hannover (Niedersachsen).

## Vorstösse im Nationalrat
Im Nationalrat setzte sich Sahlfeld-Singer unter anderem für folgende Themen ein:
- Besserer Mieterschutz
- Einführung eines Zivildienstes
- Verbesserung Tierschutz / Schächtverbot[2]
- Einführung von Tempo 40 innerorts
- Revision des Eherechts[3]
- Bessere Arbeitsbedingungen für Arbeiterinnen und Arbeiter von Schweizer Firmen in Südafrika[4]
- Einschränkung von Suchtmittel-Werbung[5]
- Kostenübernahme von Schwangerschaftsverhütung durch die Krankenkassen[6]
- Schweizerische Flüchtlingspolitik[7]
- Ersatz von kurzen Freiheitsstrafen durch Geldstrafen[8]
- Beihilfen / Stipendien für Aus- und Weiterbildung von Erwachsenen[9]
- Einführung einer Lebensmitteldeklaration[10]